# اوگو فرناندس (بازیکن بسکتبال)
اوگو فرناندس (اسپانیایی: Hugo Fernández‎؛ زادهٔ ۸ سپتامبر ۱۹۳۰) بازیکن بسکتبال اهل شیلی بود. وی در بازی‌های المپیک تابستانی ۱۹۵۲ شرکت کرده‌است.